# 梅花拳
梅花拳是明朝雲南及四川南部之少数民族德昂族的传统武术，最早见于明末，因为是在七根三、四吋粗、且高於地面的梅花竹桩上练习拳脚，故稱梅花拳，世代相传。於對敵时，梅花拳往往出其不意以左手連環出击。
德昂族聚居於云南省潞西县三台山和镇康县军弄等地。其他散居于云南省德宏傣族景颇族自治州。与傣、景颇、傈僳、佤、汉等民族交错而居。其使用德昂语方言。德昂族大多数人通晓傣语、汉语。德昂族因為没有文字，所以用汉文或傣文。
在乾隆、嘉慶年間，梅花拳因為與川楚教亂（1795年－1804年）有關而遭受清理。

## 梅花拳歷史
古有崑崙派
兩種拳為基本拳
一曰梅花 另曰八卦
此崑崙派之祖師化名雲槃
在西域天盤雲程孝縣 即崑崙山一帶
梅花拳全稱"干枝五勢梅花樁"
因其在百餘根樁陣上練功而得名
梅拳之史因年代久遠而不可之傳雲漢時已有之
至今已有一百二十余世矣
梅拳秘譜

## 名稱由來
梅花拳”簡稱“梅拳”，因過去練功在木樁上練習，所以又叫“梅花樁”。
全稱“幹枝五勢梅花樁”，後來由於時代變革，栽樁百根以上，造價高，又費事，後改為以磚代樁，再後來乾脆在地:上演練，故又叫“落地幹枝梅花拳”。

## 相關鏈接
- （页面存档备份，存于）
- 平乡梅花拳
- 燕子杰梅花拳派 （页面存档备份，存于）
- 意大利梅花拳 （页面存档备份，存于）
- [永久]